# ヤー・ヤー・ヤーズ
ヤー・ヤー・ヤーズ（Yeah Yeah Yeahs）は、2000年に結成されたアメリカ合衆国ニューヨーク市出身の3人組オルタナティヴ・ロック・バンド。バンド名は「yeah, yeah, yeah （そう、そう、そうだよね）」という、NYの街で交わされている適当な相槌に由来する。

## バイオグラフィ

### 結成から初アルバム誕生まで
1990年代後半、ボーカルのカレンOとドラムのブライアン・チェイスがオハイオ州のオーバリン・カレッジ在学中に出会う。チェイスは当時ジャズを学ぶ学生だった。その後、カレンがニューヨーク大学に編入し、ニューヨークでギターのニック・ジナーと地元の飲み屋で出会い、意気投合した。二人はアコースティック・デュオ「ユニタード」を結成するが、後にオハイオ州の伝説的なアヴァン・パンク・シーンに影響されエレクトリックに路線変更する。最初の募集で見つけたドラマーが辞退したためチェイスが加入することになり、カレンがオハイオに残してきた「つまらなく、パンクで、薄汚れた」芸術学生グループのようなパンクバンドを形成することにした。 
バンドは、最初のリハーサルの時に沢山の曲を作り、すぐにザ・ストロークスやザ・ホワイト・ストライプス等の前座を務めるようになり、一気に知名度を上げた。
2001年後半、自分のバンド名を冠したデビューアルバム『Yeah Yeah Yeahs (EP)』を発表。これはボス・ホッグのジェリー・ティールと共にレコーディングされ、自らのレーベル「Shifty」によってリリースされた。 
翌年、バンドは全米をガールズ・アゲンスト・ボーイズとツアーしたり、ジョン・スペンサー・ブルーズ・エクスプロージョンと共にヨーロッパ・ツアーを敢行し、さらに英国では単独ツアーを行う等、国際的にも注目を浴びるようになる。 前述のEPはイギリスではウィチタ・レコーディングスによってリリースされ、またアメリカでもタッチ・アンド・ゴー・レコードによって再発売された。

### 1stアルバム『フィーヴァー・トゥ・テル』
2003年には初のフル・アルバム『フィーヴァー・トゥ・テル』をリリースし、批評家からの高い評価を受け、全世界で75万枚を売り上げた。特に同アルバムの3曲目「Maps」はオルタナティブ系ラジオ局でヘビー・プレイされた。また2004年にリリースされたシングル「Y Control」のPVは映画監督のスパイク・ジョーンズにより撮影された（一時期カレンOとジョーンズ監督は交際していた）。 
2004年10月には初DVD『Tell Me What Rockers to Swallow』をリリース。同DVDにはサンフランシスコでのライブ映像をはじめ、バンドのPVすべてや様々なインタビューが収録されている。

### 2ndアルバム『ショウ・ユア・ボーンズ』

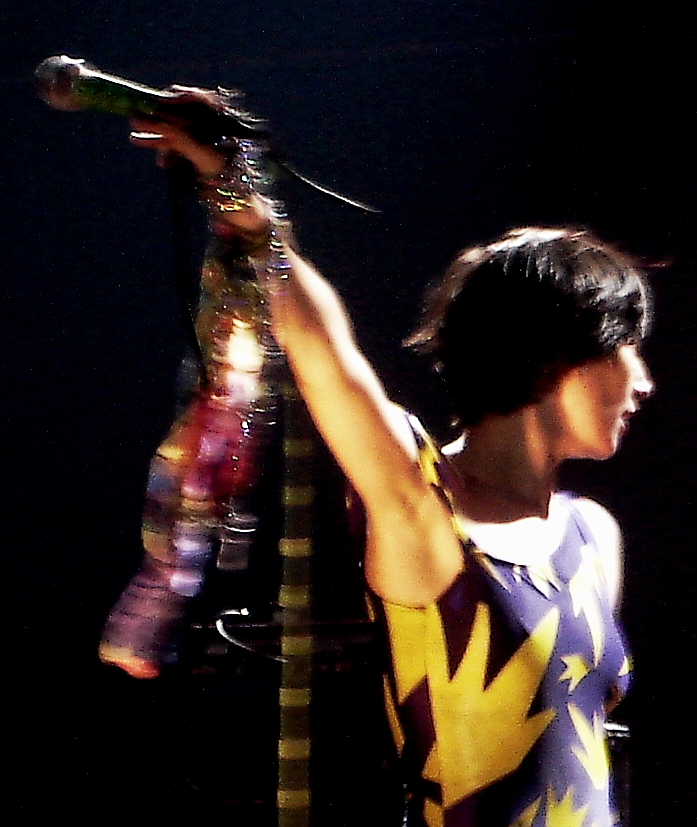
ティム・フェスティバルでのカレンO

フルアルバムとしては2作目の『ショウ・ユア・ボーンズ』が2006年3月27日にリリースされた。本アルバムからのファースト・シングルとして「Gold Lion」が3月20日にリリースされ、英国シングルチャートで18位を記録した。ただし、「Gold Lion」の出だしが1980年代のオルタナ・バンド：ラブ・アンド・ロケッツの「No New Tale To Tell」に似ていることがリーア・グリーンブラットに指摘されている。
同年のほとんどはヨーロッパやアメリカ中のツアーに費やされた。また、「オール・トゥモローズ・パーティー・フェスティバル」のイギリス版作成への支援も行った。
2006年12月には『NME』誌により年間ベストアルバムランキングの第2位に選ばれ、シングル「Cheated Hearts」も10位に投票された。『ローリング・ストーン』誌は同アルバムを年間ベスト44位とし、『Spin』誌は年間ベスト40アルバム中31位とした。

### EP『IS IS』
2007年7月24日にEP『IS IS』をリリースした。中には新しい5曲とブルックリンのグラスランズ・ギャラリーで撮影されたショート・フィルムで構成されている。これらの曲は2004年の『フィーヴァー・トゥ・テル』ツアー中に作曲され、この間にライブでは披露されていた。 また、新5曲中3曲は『Tell Me What Rockers to Swallow』のDVDに収録済み。5月7日にはニューヨークで撮影されたライブ・パフォーマンスをパトリック・ドーターズに監督されたDVDとしてリリース予定である。同DVDの楽曲はiTunes Storeで動画配信済み。

### 3rdアルバム『イッツ・ブリッツ!』

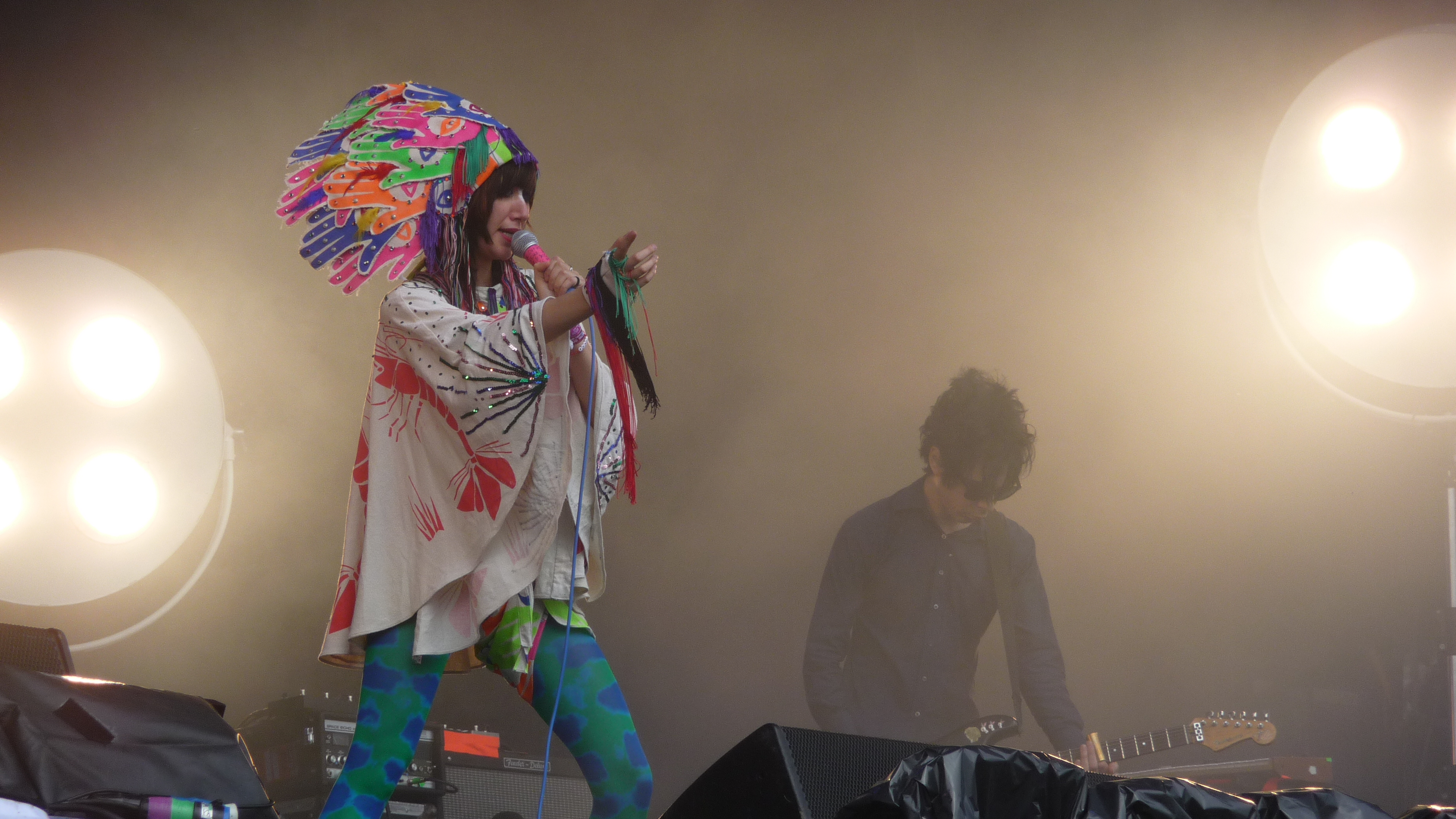
グラストンベリーでのステージ（2009年）

2009年3月に3作目のアルバム『イッツ・ブリッツ!』がリリースされた。バンドによると、今回のアルバムは今までとは少し違う様相になっているが、ヤー・ヤー・ヤーズらしさは残してあると言う。当初、このアルバムは4月13日にリリース予定であったが、2月22日にインターネットで事前にリークされた問題で、レーベルのインタースコープ社がリリースを前倒しした。

## ツアー
自身のワールド・ツアーに加え、ザ・ホワイト・ストライプス、ザ・ストロークス、ライアーズ、ジョン・スペンサー・ブルーズ・エクスプロージョン等の前座を務めている。2007年には、北京でModern Sky Festivalの目玉として出演し、中国でライブ演奏した数少ない西欧ロック・バンドである。

## サイド・プロジェクトと他バンドとのコラボ
カレンとニックはともにタイニー・マスターズ・オブ・トゥデーのアルバム『Bang Bang Boom Cake』にゲスト出演している。この曲はEメールで書かれ、カレンが歌っている。さらに、カレンは同バンドのHologram World Videoの助監督として活躍し、ヤー・ヤー・ヤーズの全3メンバーがビデオに登場している。

### サウンドトラック
2005年にカレンは「Teaser」という楽曲でMC Kool Keithとコラボした。本楽曲はポルノ映画『Deep Throat vs. Lialeh』のサントラに含まれる予定であったが、リリースされることはなかった。
映画『Jackass 2』のためカレンはエレクトロ系アーティストPeachesと同映画主演のen:Johnny Knoxvilleと「Backass」と名付けられた楽曲でコラボした。
2007年にカレンは映画『アイム・ノット・ゼア』のため、ボブ・ディランの楽曲『Highway 61 Revisited』でボーカルとして参加した。
2009年にカレンはスパイク・ジョーンズ監督の映画『かいじゅうたちのいるところ』のサントラを制作。

### Head Wound City
ニック・ジナーはヤー・ヤー・ヤーズの活動以外にもen:Head Wound Cityというマスコア、スラッシュコアのスーパー・グループとコラボしている。他の著名なメンバーはバンドThe Blood BrothersのJordan BlilieとCody Votolatoや、The LocustとHoly MolarのJustin PearsonやGabe Serbian。2005年にデビューアルバム『Head Wound City EP』がリリースされている。

## メンバー

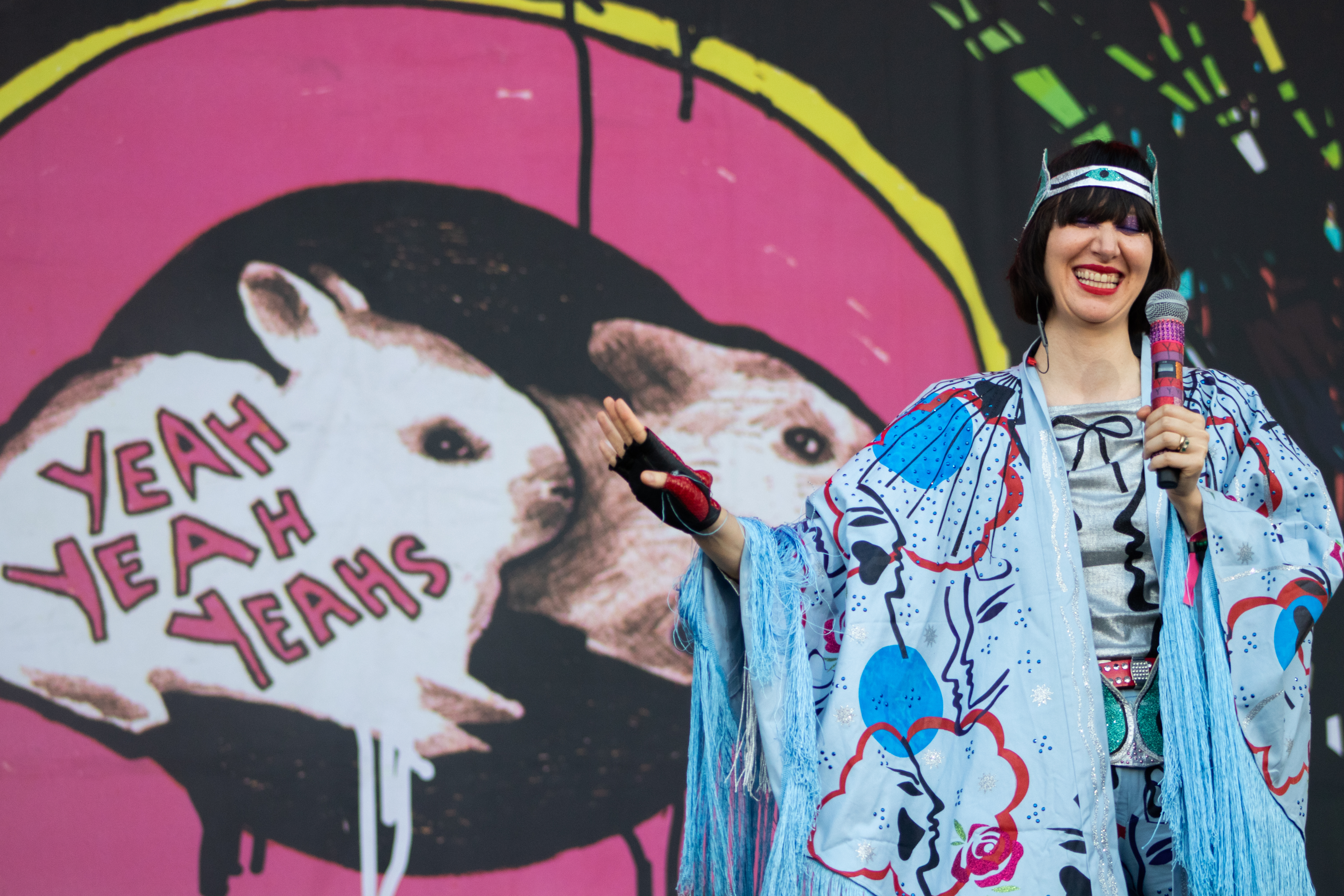
ライブで演奏するバンド（2019年）

- カレンO（Karen O、1978年11月22日 - ）ヴォーカル担当。
- ブライアン・チェイス (Brian Chase、1978年12月2日 - ）ドラム担当。
- ニック・ジナー（Nick Zinner、1974年12月8日 - ）ギター、キーボード担当。
- イマード・ワージフ（Imaad Wasif）セカンド・ギター担当。2006年からツアー参加。

## ディスコグラフィ

### スタジオ・アルバム
- 『フィーヴァー・トゥ・テル』 - Fever to Tell（2003年）
- 『ショウ・ユア・ボーンズ』 - Show Your Bones（2006年）
- 『イッツ・ブリッツ!』 - It's Blitz!（2009年）
- 『モスキート』 - Mosquito（2013年）

## 来日公演
- 2003年
  - 10月1日 愛知 Nagoya Club Quattro
  - 10月2日 大阪 Shinsaibashi Club Quattro
  - 10月3日 福岡 DRUM Logos
  - 10月6日 東京 Shibuya-AX [16]
- 2004年
  - 7月31日　新潟 苗場スキー場 - FUJI ROCK FESTIVAL (Red Marquee)
- 2006年
  - 7月29日　新潟 苗場スキー場 -　FUJI ROCK FESTIVAL (White Stage)
- 2010年
  - 1月15日 大阪 Shinsaibashi Club Quattro
  - 1月16日 東京 品川ステラボール